# Gonimbrasia barcas
Gonimbrasia barcas är en fjärilsart som beskrevs av J. Peter Maassen och Gustav Weymer 1881. Gonimbrasia barcas ingår i släktet Gonimbrasia och familjen påfågelsspinnare. Inga underarter finns listade i Catalogue of Life.